# Heinemannia festivella
Heinemannia festivella ist ein Schmetterling aus der Familie der Grasminiermotten (Elachistidae).

## Merkmale
Die Falter erreichen eine Flügelspannweite von 14 bis 18 Millimeter. Der Kopf glänzt weiß, die Fühler sind fahlgrau und undeutlich geringelt. Der Thorax glänzt weiß, die Tegulae sind weiß und haben vorn einen dunklen graubraunen Fleck. Die Vorderflügel sind fahlgelb und werden distal dunkler. Der Costalstrich ist dunkelbraun und wird zur Flügelspitze fahler. Er wird bei 3/4 der Vorderflügellänge durch einen weißlichen Fleck unterbrochen. Ein dunkelbrauner Fleck befindet sich vor der Flügelmitte, dieser reicht vom Costalstrich bis zur Costalfalte. Ein großer Büschel erhabener dunkelbrauner Schuppen befindet sich gegenüber diesem Fleck und unterhalb der Costalfalte. Ein zweiter dunkelbrauner Fleck befindet sich am Innenwinkel. In ihm befindet sich ein dunkelbraunes Schuppenbüschel. Die Basis des Costalstrichs, die beiden dunkelbraunen Flecke und die Schuppenbüschel sind weiß umrandet. Eine weiße Linie ist im Apikalbereich in der Nähe des Flügelinnenrandes vorhanden. An der Flügelspitze befindet sich ein weißer Fleck. Die Fransenschuppen sind graugelb, am Apex verläuft eine hellbraune Linie. Die Hinterflügel glänzen fahlgrau.
Die Männchen von H. festivella können von Heinemannia laspeyrella und Heinemannia albidorsella anhand der Breite der Gnathos-Arme unterschieden werden. Diese sind deutlich breiter als der distale Teil der Valven.
Bei den Weibchen ist das achte Tergit fast quadratisch, die basalen Ränder sind gerundet. Das Ostium ist trichterförmig. Der Mündungsbereich von Ductus bursae und Corpus bursae ist deutlich granuliert. Das Corpus bursae ist oval.

### Ähnliche Arten
H. festivella kann von Heinemannia laspeyrella und Heinemannia albidorsella anhand der fahlgelben Grundfärbung der Vorderflügel und dem weiß gefärbten Kopf und Thorax unterschieden werden.

## Verbreitung
Das Verbreitungsgebiet von H. festivella reicht von Schweden im Norden über Mitteleuropa bis Südeuropa. Die Art kommt auch in Kleinasien, dem Mittleren Osten und in Zentralasien vor.

## Biologie
Die Wirtspflanze der Raupen ist nicht bekannt. Lhomme [1948–1949] zitierte einen nicht veröffentlichten Nachweis von Chrétien, der Falter an Gewöhnlicher Goldrute (Solidago virgaurea) fing. Später schrieben verschiedene Autoren diesen Nachweis fälschlicherweise der Raupe zu (Hruby, 1964; Riedl, 1969). In Zentralasien findet man Falter häufig an Heckenkirschensträuchern (Lonicera). Die Falter fliegen von Mai bis zur ersten Augusthälfte.

## Synonyme
Aus der Literatur sind folgende Synonyme bekannt:
- Tinea festivella Denis & Schiffermüller, 1775
- Borkhausenia kokujevi Krulikowski, 1903